# Hilara pilipes
Hilara pilipes är en tvåvingeart som beskrevs av Zetterstedt 1838. Hilara pilipes ingår i släktet Hilara och familjen dansflugor. Arten är reproducerande i Sverige. Inga underarter finns listade i Catalogue of Life.